# Belen, Ezine
Belen là một xã thuộc huyện Ezine, tỉnh Çanakkale, Thổ Nhĩ Kỳ. Dân số thời điểm năm 2011 là 237 người.